# Губка Боб Квадратні Штани (сезон 3)
| Номер | Українська назва                  | Автор(и) сценарію                                                   | Дата виходу в ефір |
| --- | --------------------------------- | ------------------------------------------------------------------- | ------------------ |
| 41 | "Чужі водорості завжди зеленіші"  | Аарон Спрінгер, Ц.Х. Грінблат, Мерріветер Вільямс                   | 22 березня 2002    |
| Планктон хоче роздобути формулу крабсбургера і "змінюється життями з містером Крабсом, щоб подивитися, як це. |                                   |                                                                     |                    |
| 41 | "Рятувальник Боб на варті"        | Джей Лендер, Сем Гендерсон, Марк O'Хейр                             | 22 березня 2002    |
| Губка Боб каже лобстеру Ларрі, що він - рятівник, і Ларрі пропонує йому почергувати на вишці. |                                   |                                                                     |                    |
| 42 | "Клуб Губка Боб"                  | Уолт Дорн, Марк O'Хейр                                              | 12 липня 2002      |
| У клубі шанувальників чарівної черепашки Губки Боба і Патріка немає місця для Сквідварда.Буквально. Але Сквідвард вривається до них і випадково перекидає будинок клубу невідомо куди. Безнадійно заблукавши, Сквідвард починає панікувати. Але Губка Боб і Патрік вірять в силу «чарівної черепашки», іграшки, яка говорить «ні» Сквідварду і «так» Губці Бобу і Патріку. |                                   |                                                                     |                    |
| 42 | "Мій любий морський коник"        | Кент Осборн, Пол Тіббітт                                            | 12 липня 2002      |
| Губка Боб бачить морську конячку, приручає її і називає її Загадко і приносить її в Красті Крабс. |                                   |                                                                     |                    |
| 43 | "Задирака"                        | Аарон Спрінгер, Ц.Х. Грінблат, Мерріветер Вільямс                   | 5 жовтня 2001      |
| У Школі управління катерами новий учень - камбала Флетс, який хоче побити Губку Боба. Боб просить допомоги у Місіс Пафф, Патріка, батька Флетса, але все безуспішно. |                                   |                                                                     |                    |
| 43 | "Лише один шматочок"              | Джей Лендер, Сем Гендерсон, Мерріветер Вільямс                      | 5 жовтня 2001      |
| Губці Бобу стає відомо, що Сквідвард ніколи в житті не їв крабову петті. Той стверджує, що ні за що не їстиме цю «гидоту». Боб наполегливо намагається переконати його з'їсти хоч один шматочок. |                                   |                                                                     |                    |
| 44 | "Огидний крабсбургер"             | Пол Тіббітт, Казимир Г. Прапуленіс, Марк O'Хейр                     | 1 березня 2002     |
| У Красті Крабс приходить санітарний інспектор , і пан Крабс думає, що він - просто шахрай , який шукає безкоштовну їжу. Подавши йому тухлу крабову петті. Боб і Крабс думають, що вбили його, і намагаються поховати його, потім заховати в холодильнику від поліції. |                                   |                                                                     |                    |
| 44 | "Дурна коробка"                   | Пол Тіббітт, Кент Осборн, Мерріветер Вільямс                        | 1 березня 2002     |
| Губка Боб і Патрік купують коробку, в якій вони можуть використовувати свою уяву. Сквідвард чує реалістичні звуки з коробки і не розуміє, як Губка Боб з Патріком це роблять. |                                   |                                                                     |                    |
| 45 | "Морський Супермен і Сліпарик 4"  | Джей Лендер, Сем Гендерсон, Мерріветер Вільямс                      | 21 січня 2002      |
| Коли Морський Супермен і Сліпарик тікають з Красті Крабс, Морський Супермен втрачає свій зменшувальний пояс, який знаходить Губка Боб і за допомогою цього поясу зменшує Сквідварда, Патріка, а потім і всіх жителів міста. |                                   |                                                                     |                    |
| 45 | "Ув'язнення"                      | Аарон Спрінгер, Ц.Х. Грінблат, Мерріветер Вільямс                   | 21 січня 2002      |
| Пані Пафф потрапила у в'язницю і тепер Губка Боб та Патрік хочуть її визволити. Проте вчителька не хоче тікати з в'язниці. |                                   |                                                                     |                    |
| 46 | "Ефект гри у сніжки"              | Пол Тіббітт, Кент Осборн, Мерріветер Вільямс                        | 22 лютого 2002     |
| Губка Боб та Патрік грають у сніжки, що привертає увагу Сквідварда. |                                   |                                                                     |                    |
| 46 | "Крабсове сміття"                 | Пол Тіббітт, Кент Осборн, Марк О'Хейр                               | 22 лютого 2002     |
| Крабс випадково продав Губці Бобу кепку, зі смітника, але дізнавшись її вартість, Крабс хоче повернути кепку. |                                   |                                                                     |                    |
| 47 | "Зірка телебачення"               | Аарон Спрінгер, Ц.Х. Грінблат, Мерріветер Вільямс                   | 8 березня 2002     |
| Знявшись у рекламі, Губка Боб вважає, що він зірка телебачення. |                                   |                                                                     |                    |
| 47 | "Не позичиш 10 центів?"           | Джей Лендер, Сем Гендерсон, Мерріветер Вільямс                      | 8 березня 2002     |
| Коли Сквідварда звільнили, Губка Боб взяв його під опіку. Проте Сквідвард стає занадто вередливим. |                                   |                                                                     |                    |
| 48 | "Малечі вхід заборонено"          | Пол Тіббітт, Кент Осборн, Мерріветер Вільямс                        | 15 березня 2002    |
| Губка Боб хоче потрапити у Бійцівський Клуб Для Крутих, але не може. |                                   |                                                                     |                    |
| 48 | "Сквільям повертається"           | Сем Гендерсон, Джей Лендер, Марк О'Хейр                             | 15 березня 2002    |
| Сквідвард збрехав Сквільяму, що він власник 5-зіркового ресторану, і він має підтримувати брехню, коли Сквільям з друзями приходять до нього. |                                   |                                                                     |                    |
| 49 | "Крабс-Кіборг"                    | Пол Тіббітт, Кент Осборн, Марк O'Хейр                               | 29 березня 2002    |
| Передивившись фільм жахів, Губка боб думає, що Крабс - робот. |                                   |                                                                     |                    |
| 49 | "Дитинча молюска"                 | Джей Лендер, Сем Гендерсон, Марк O'Хейр                             | 29 березня 2002    |
| Губка Боб та Патрік опікуються маленьким молюском, але Патрік не виконує свої обов'язки. |                                   |                                                                     |                    |
| 50 | "Квачомази"                       | Ц.Х. Грінблат, Казимир Г. Прапуленіс, Марк O'Хейр                   | 10 травня 2002     |
| Губка Боб та Патрік повинні фарбувати дім Крабса, але якщо вони щось заляпають, то їх чекає кара. |                                   |                                                                     |                    |
| 50 | "Навчальне відео Красті Крабс"    | Аарон Спрінгер, Ц.Х. Грінблат, Кент Осборн                          | 10 травня 2002     |
| Розповідь про історію Красті Крабс. |                                   |                                                                     |                    |
| 51 | "Клопоту повні штани"             | Пол Тіббітт, Кент Осборн, Марк O'Хейр                               | 17 травня 2002     |
| Губка Боб влаштував вечірку. Він хоче, щоб все було за списком, але гості іншої думки. |                                   |                                                                     |                    |
| 52 | "Шоколад з горішками"             | Пол Тіббітт, Казимир Г. Прапуленіс, Кент Осборн, Мерріветер Вільямс | 1 червня 2002      |
| Губка Боб та Патрік продають шоколад. |                                   |                                                                     |                    |
| 52 | "Морський Супермен і Сліпарик 5"  | Ц.Х. Грінблат, Казимир Г. Прапуленіс, Мерріветер Вільямс            | 1 червня 2002      |
| Спіпарик переходить на бік зла. |                                   |                                                                     |                    |
| 53 | "Морська зірка новенький"         | Пол Тіббітт, Кент Осборн, Марк O'Хейр                               | 20 вересня 2002    |
| Патрік починає вчитися в Школі пані Пафф разом з Губкою Бобом, але через нього навчання Губки Боба погршується. |                                   |                                                                     |                    |
| 53 | "Молюски"                         | Джей Лендер, Сем Гендерсон, Марк O'Хейр                             | 20 вересня 2002    |
| Пан Крабс бере Губку Боба та Сквідварда на рибалку, де молюск вкрав мільйонний долар крабса. Друзям потрібно повернути долар, бо додому без нього вони не повернуться. |                                   |                                                                     |                    |
| 54 | "До нашої ери"                    | Пол Тіббітт, Кент Осборн                                            | 5 березня 2004     |
| Пірат Петрі показує Бікіні Боттом у Каєнозойській ері. |                                   |                                                                     |                    |
| 55 | "Великі равликові перегони"       | Пол Тіббітт, Кент Осборн, Мерріветер Вільямс                        | 24 січня 2003      |
| Губка Боб тренує Геррі, для того, щоб він переміг равлика Сквідварда на змаганнях з равликових перегонів. |                                   |                                                                     |                    |
| 55 | "Ракоподібне середніх років"      | Ц.Х. Грінблат, Казимир Г. Прапуленіс, Марк O'Хейр                   | 24 січня 2003      |
| Пан Крабс постарів, тож він хоче відчути себе молодим. |                                   |                                                                     |                    |
| 56 | "Знову народжений Крабс"          | Пол Тіббітт, Кент Осборн, Мерріветер Вільямс                        | 4 жовтня 2003      |
| Пан Крабс з'їв протухлу крабову петті і потрапив до лікарні. Голландець і Крабс домовились, що Крабс буде щедрим, бо його заберуть до Скрині Деві Джонсонса. |                                   |                                                                     |                    |
| 56 | "Зі мною стався нещасний випадок" | Ц.Х. Грінблат, Казимир Г. Прапуленіс, Мерріветер Вільямс            | 4 жовтня 2003      |
| Губка Боб зламав зад. Його вилікували, але застерегли, що ще один нещасний випадок і буде погано. Губка Боб починає не виходити з дому. Патрік та Сенді хочуть витягнути Боба звіддти. |                                   |                                                                     |                    |
| 57 | "Краббі Ленд"                     | Пол Тіббітт, Кент Осборн, Марк O'Хейр                               | 3 квітня 2004      |
| Крабс заманює до Красті Крабс дітей, збудувавши дитячий майданчик та пообіцявши клоуна. |                                   |                                                                     |                    |
| 57 | "Похід"                           | Джей Лендер, Сем Гендерсон, Мерріветер Вільямс                      | 3 квітня 2004      |
| Губка Боб та Патрік влаштували похід за 20 метрів від дому. Сквідварду це не подобається. |                                   |                                                                     |                    |
| 58 | "У пошуках себе"                  | Пол Тіббітт, Кент Осборн, Мерріветер Вільямс                        | 19 січня 2004      |
| Губка Боб розповідає історію, як він загубив свій бейджик. |                                   |                                                                     |                    |
| 58 | "Армія Планктона"                 | Джей Лендер, Сем Гендерсон, Мерріветер Вільямс                      | 19 січня 2004      |
| Планктон зібрав родичів для викрадення секретного рецепту. |                                   |                                                                     |                    |
| 59 | "Губка, яка могла літати"         | Пол Тіббітт, Кент Осборн, Мерріветер Вільямс                        | 21 березня 2003    |
| Губка Боб випадково навчився літати. |                                   |                                                                     |                    |
| 60 | "Губка Боб зустрічає маніяка"     | Пол Тіббітт, Кент Осборн, Ц.Х. Грінблат, Мерріветер Вільямс         | 11 жовтня 2004     |
| Губка Боб допоміг поліції упіймати маніяка. Маніяк втік і хоче вбити Губку Боба. Губка Боб шукає тілоохоронця. |                                   |                                                                     |                    |
| 60 | "Купа жартів"                     | Пол Тіббітт, Кент Осборн, Мерріветер Вільямс                        | 11 жовтня 2004     |
| Губка Боб та Патрік стають невидимими і лякають усіх в місті. |                                   |                                                                     |                    |